# Loxocera limpida
Loxocera limpida är en tvåvingeart som beskrevs av Shatalkin 1998. Loxocera limpida ingår i släktet Loxocera och familjen rotflugor. Inga underarter finns listade i Catalogue of Life.